# Zunzunkyō no Yabō
Zunzunkyō no Yabō (ずんずん教の野望) est un jeu vidéo développé et édité par Sega. Il s’agit d’un jeu d'action sorti en 1994 sur borne d'arcade.